# 埃姆肯多夫
埃姆肯多夫（德語：Emkendorf）是德国石勒苏益格－荷尔斯泰因州的一个市镇。总面积38.93平方公里，总人口1418人，其中男性733人，女性685人（2011年12月31日），人口密度36人/平方公里。